# Sleep When I’m Dead
Sleep When I’m Dead – singiel brytyjskiego zespołu The Cure wydany 13 lipca 2008.
Mimo że od 2005 roku w zespole nie ma żadnego klawiszowca, utwór zawiera partię na keyboard. W magazynie Rolling Stone Robert Smith powiedział, że piosenka była oryginalnie napisana na album The Head on the Door.

## Lista utworów
1. „Sleep When I’m Dead (Mix 13)” – 3:51
2. „Down Under” – 3:05

## Twórcy
- Robert Smith – gitara, instrumenty klawiszowe, śpiew, produkcja
- Simon Gallup – gitara basowa
- Porl Thompson – gitara
- Jason Cooper – perkusja